# 주한 브루나이 대사관
주한 브루나이 대사관(말레이어: Kedutaan Besar Brunei Darussalam di Republik Korea)은 대한민국 서울특별시 종로구 청운동 39-1에 위치하고 있는 브루나이 대사관이다. 현직 주한 브루나이 대사는 펭에란 하자 누리야이다.

## 역사
브루나이 정부는 1984년 1월 1일에 영국으로부터 독립함과 동시에 대한민국과 수교했으며 1987년 2월 20일에 대한민국 서울에 주한 브루나이 대사관을 설립했다. 대한민국 정부는 브루나이가 독립하기 이전인 1983년 9월 15일에 주반다르스리브가완 대한민국 총영사관을 설립했는데 1984년 1월 1일을 기해 브루나이가 독립하면서 주브루나이 대한민국 대사관으로 승격되었다.

## 주요 업무
주요 업무는 대한민국 정부와의 외교·교섭, 투자 유치 활동, 대한민국 거주 브루나이 국민의 보호 육성, 외교 정책 홍보, 문화, 학술, 체육 협력, 여권, 입국 사증 발급 및 영사 확인 업무 등이다.

## 같이 보기
- 대한민국-브루나이 관계
- 주브루나이 대한민국 대사관
- 브루나이의 재외공관 목록
- 대한민국 주재 외국공관 목록